# New Routemaster

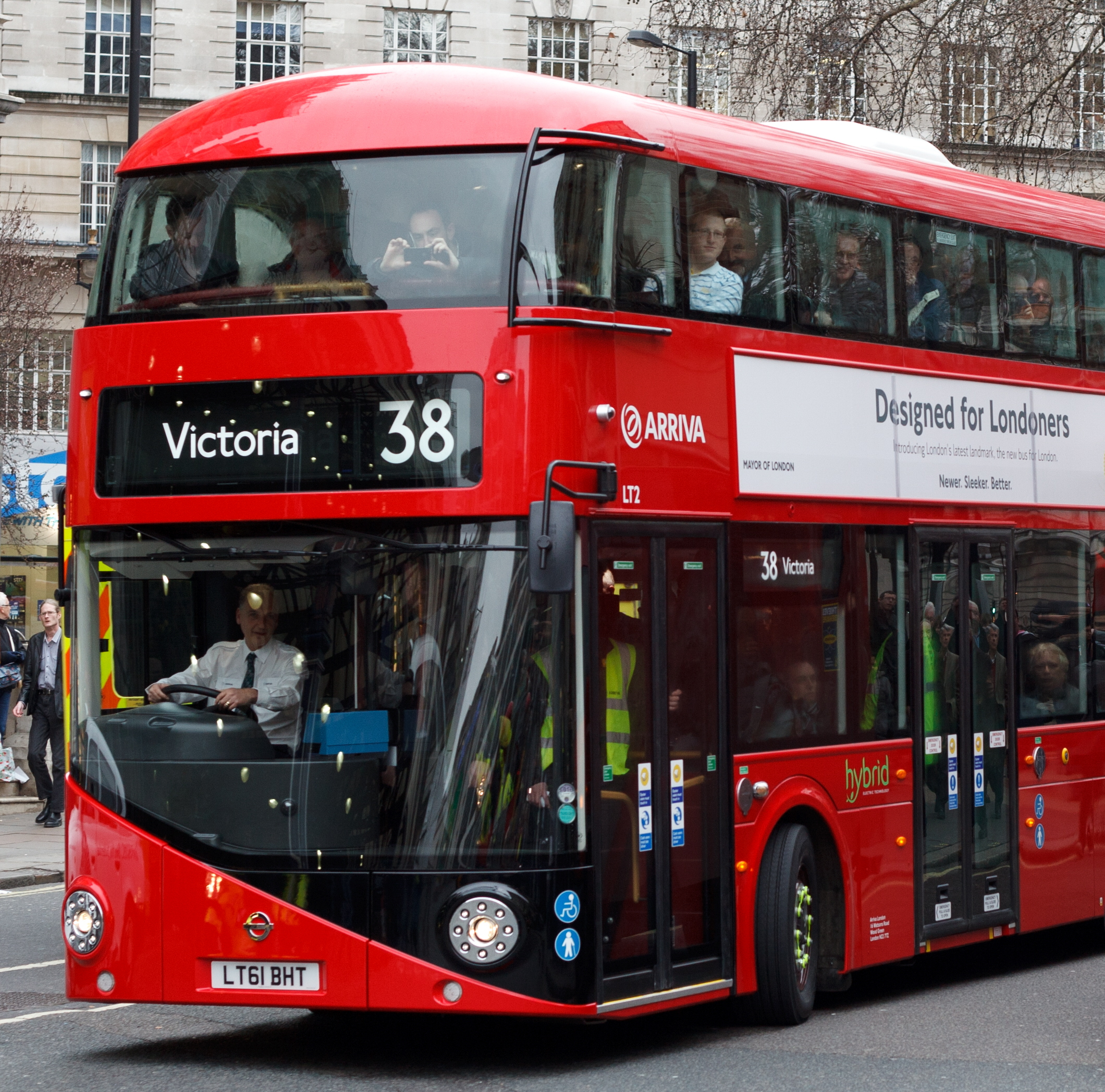
De New Bus for London, Victoria bus station, 27 februari 2012.

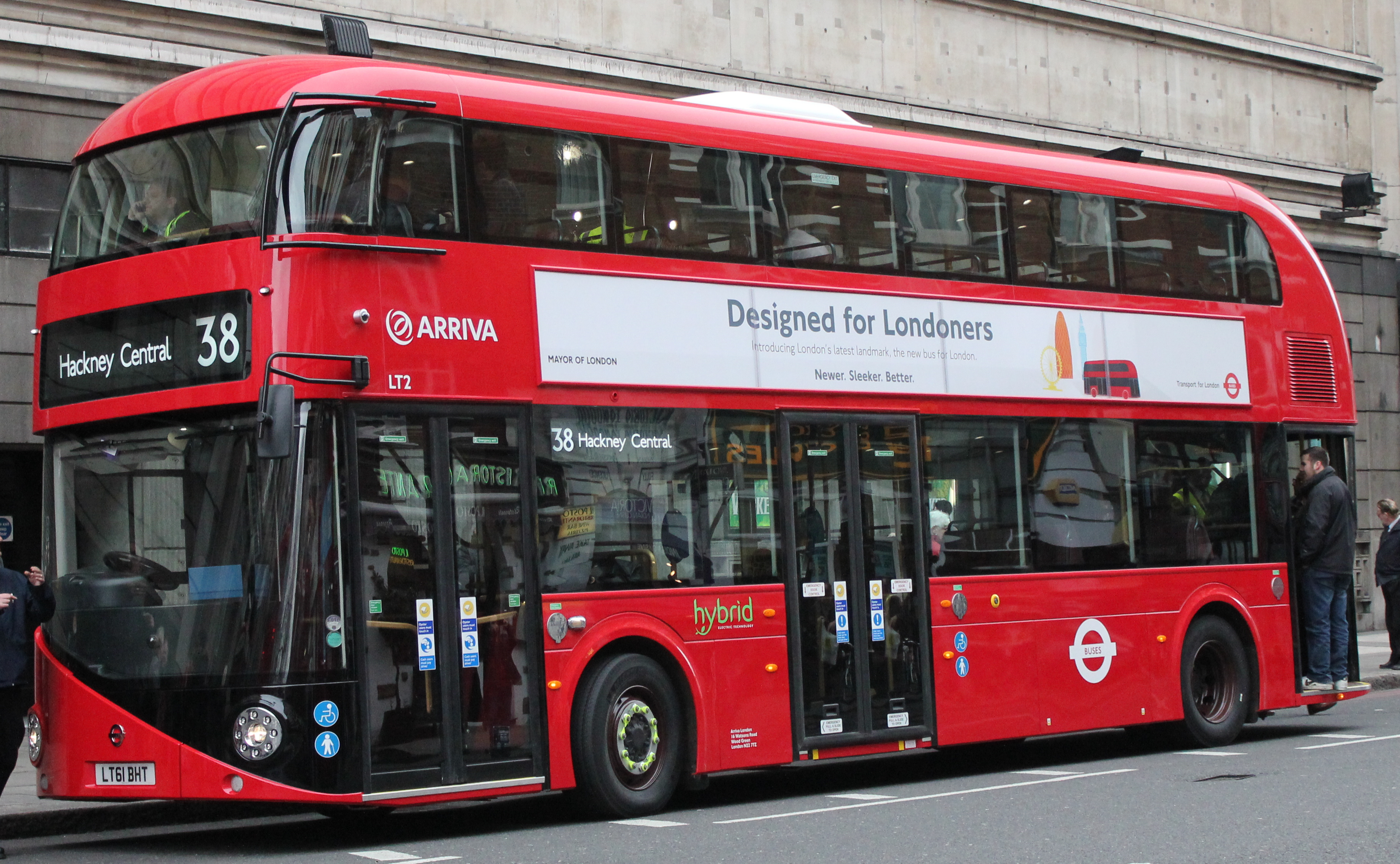
De New Bus for London op lijn 38 op de eerste dag, 27 februari 2012.

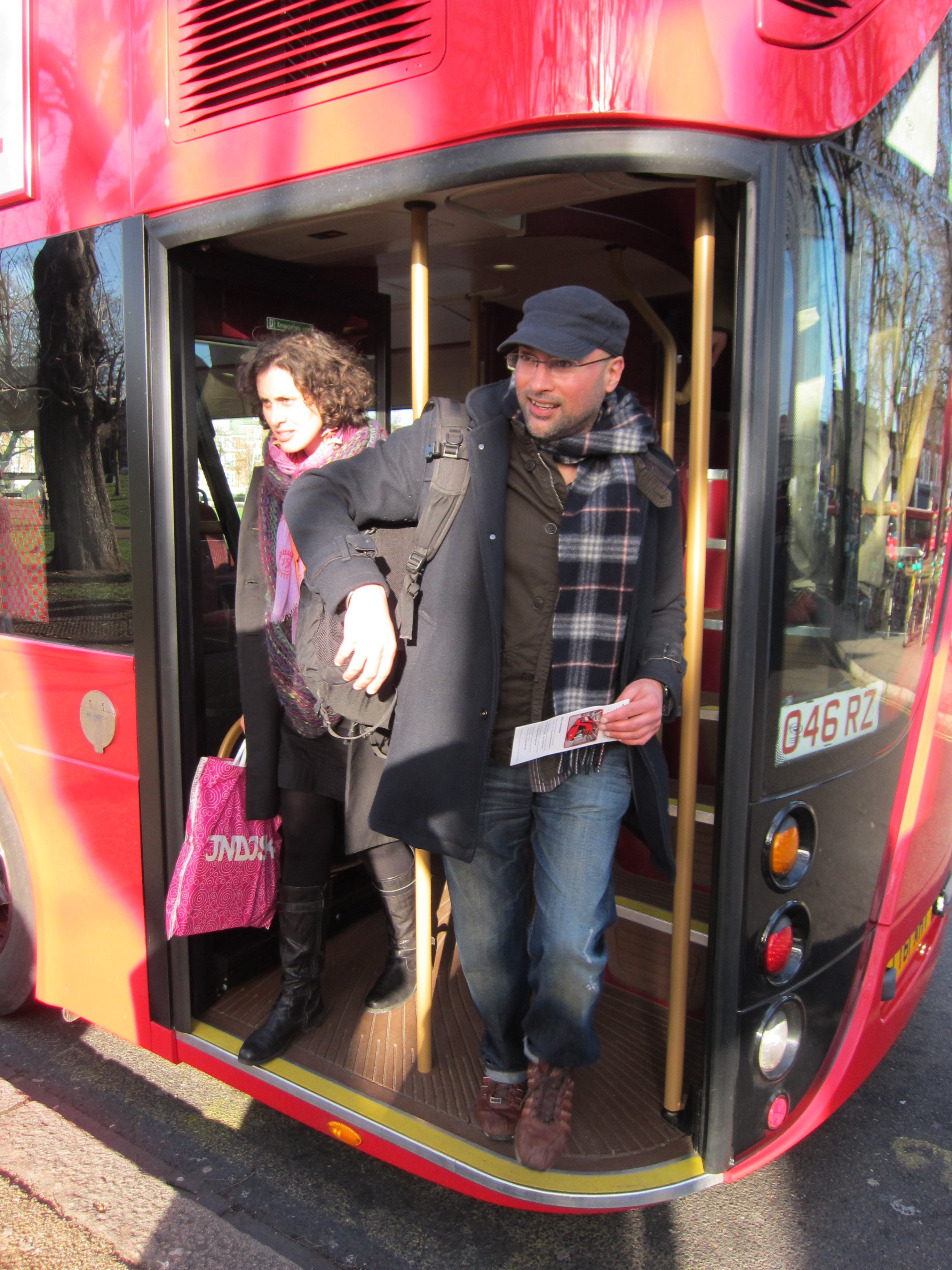
Passagiers verlaten het open achterbalkon.

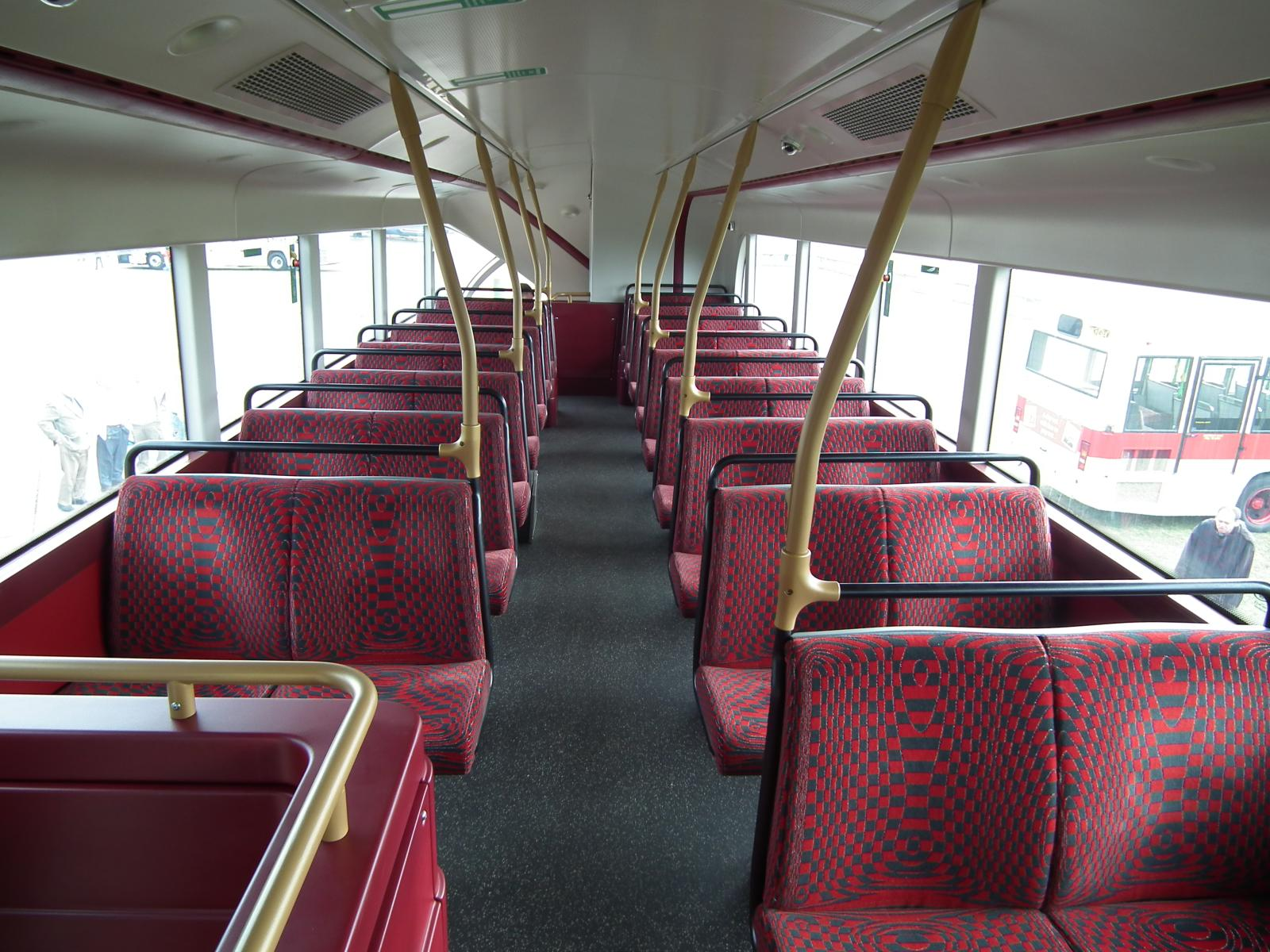
Bovendek

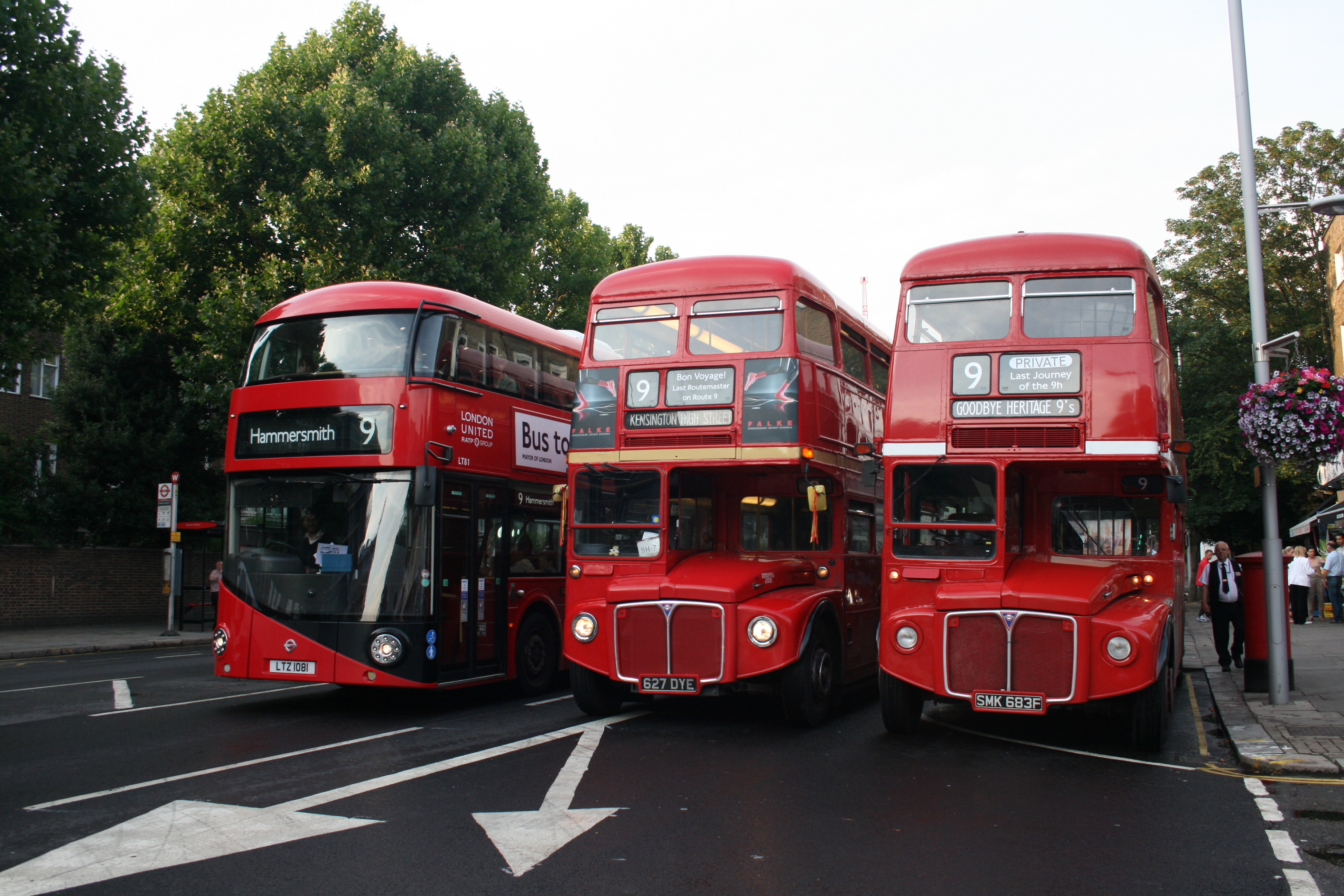
Twee oude Routemasters en een nieuwe

De New Routemaster, aanvankelijk aangeduid als New Bus for London, kortweg NBfL, is een model hybride dubbeldeksbus voor de stadsbuslijnen van Transport for London, waarvan 1000 stuks tussen februari 2011 en december 2017 zijn geleverd naar een ontwerp van het Noord-Ierse Wrightbus en Heatherwick Studio. De bus is technisch gebaseerd op het bustype Wright Eclipse Gemini 2, maar met een ander model carrosserie. De aanschafkosten per bus waren 355.000 pond sterling. 

## Ontwikkeling
De bus is ontwikkeld vanaf 2008 op initiatief van de toenmalige burgemeester van Londen, Boris Johnson. Hij kondigde aan dat hij de Routemaster, het oude model dubbeldekker, in de straten wilde terugbrengen. De grote aantallen gelede bussen die door Londen reden - vaak van Duits fabricaat zoals de Mercedes-Benz Citaro - waren hem een doorn in het oog, mede doordat ze met hun eenmansbediening en vele deuren het zwartrijden gemakkelijk maakten.
Op de introductie van de nieuwe "Borismaster" (de al snel ingeburgerde bijnaam) werd gemengd gereageerd. Het werd gewaardeerd dat speciaal voor Londen een karakteristieke dubbeldekker was ontwikkeld, maar het ging om een duur project tijdens een economische crisis. De stad Londen zou volgens critici niet betrokken moeten zijn bij een project dat thuishoort bij de industrie en de geprivatiseerde openbaarvervoerbedrijven. Bovendien zou het herinvoeren van tweemansbediening op jaarbasis £ 72.000 per bus meer gaan kosten. Volgens Johnson zou het project werkgelegenheid in Groot-Brittannië creëren, terwijl toen veel bussen geïmporteerd waren uit Duitsland.
De oorspronkelijke constructeurs AEC en Park Royal, samen verantwoordelijk voor vele duizenden Londense dubbeldekkers, bestaan al niet meer sinds 1980 en daarom werden andere producenten benaderd. Zowel Capoco als de combinatie Aston Martin / Foster & Partners ontwierp een bus die gezien zou kunnen worden als een moderne versie van de Routemaster, maar gekozen werd voor het ontwerp van Wrightbus en Heatherwick Studio.
In 2010 werd dit model gepresenteerd. Het ontwerp met dubbele trappen en drie deuren heeft een aantal nostalgische trekjes. Door een open platform achterin moet de reiziger het oude 'Routemaster-gevoel' terugkrijgen. Er was een conducteur aanwezig, die geen kaartjes verkocht of controleerde, maar uitsluitend diende voor service en veiligheid. 's Avonds en in de weekeinden was er geen conducteur en was het achterbalkon afgesloten voor reizigers.
Afgezien van dat balkon is er noch uiterlijk, noch technisch enig verband met het sterk verouderde model RM (de Routemaster), dat in de jaren vijftig door AEC en Park Royal werd ontwikkeld uit de RT-dubbeldekker waarvan de eerste exemplaren al in de jaren dertig waren gaan rijden. Bij de New Routemaster gaat het om een 21e-eeuwse autobus met innovatieve elementen. In de typologie van Transport for London wordt dit model aangeduid met de lettercode LT.
Glazen panelen van een speciale constructie zorgen voor meer daglicht binnenin. De NBfL zou stiller en 40% zuiniger zijn dan conventionele dubbeldekkers met dieselmotoren en 15% milieuefficiënter dan andere moderne hybride bussen. De dubbeldekker heeft een lengte van 11,2 m, een breedte van 2,55 m en een hoogte van 4,4 m. Het gewicht is ongeveer 11,8 ton.

## Praktijk
Het eerste prototype werd in december 2011 door Boris Johnson gepresenteerd op Trafalgar Square. Eind februari 2012 waren de eerste acht exemplaren te zien op Arriva-lijn 38 van Victoria Station naar Hackney Central. Vanaf 22 juni 2013 werd lijn 24 van Metroline op de route van Pimlico naar Hampstead Heath geheel met dit materieel geëxploiteerd. Vervolgens werden steeds meer lijnen door de NB4L overgenomen.
Eind 2017 werd de aflevering beëindigd toen er 1000 New Routemasters dienstdeden op twintig Londense dag- en vijf nachtbuslijnen. Ze rijden onder de vlag van London Buses (onderdeel van Transport for London), maar zijn eigendom van zeven verschillende busbedrijven: London United Busways, London General, London Central, Metroline, Stagecoach London, Abellio London en Arriva London. Een aantal lijnen reed tot in de herfst van 2016 overdag met conducteur en open achterbalkon. Op de overige lijnen en de nachtbuslijnen reed geen conducteur mee, bediende de chauffeur alle drie deuren en werd het achterbalkon tijdens het rijden gesloten gehouden. 
In de praktijk hebben reizigers enige kritiek op de New Routemaster geuit. Dat op zoveel lijnen geen conducteur aanwezig was, was in strijd met de beloften. Het bovendek werd als te smal en benauwd beschouwd en bood minder uitzicht dan in dubbeldekkers van andere merken. De airconditioning functioneerde niet naar ieders wens. Daarom werd in 2015 besloten een aantal ruiten van klapramen te voorzien. Bij een aantal New Routemasters vertoonden de accu's zo veel gebreken dat ze werden verwijderd, zodat deze hybrides volledig door de dieselmotor werden aangedreven, wat volgens critici een grotere luchtvervuiling zou opleveren dan bij andere moderne dubbeldekkers.
In juni 2015 werd het ontwerp zodanig veranderd dat de bus niet meer kon rijden met geopende achterste deur, waarmee het "hop-on hop-off"-principe werd verlaten. Tot in de nazomer van 2016 deden conducteurs dienst op de New Routemasters van de lijnen 9, 10, 11, 24, 38 (gedeeltelijk) en 390. Dit waren de zes lijnen waarop met open achterbalkon gereden werd zoals bij de oude Routemasters. Boris Johnsons voorganger als Mayor of London, Ken Livingstone, had al eerder de mening uitgesproken dat het open balkon te gevaarlijk was in het Londense verkeer. De 19 andere lijnen waarop de New Routemaster dienstdeed werden met eenmansbediening geëxploiteerd. Daarbij bleven onder het rijden alle deuren gesloten. Transport for London schafte in september 2016 de tweemansbediening op alle lijnen volledig af, waarmee de bus het speciale "Routemaster"-karakter verloor. Doordat 300 à 400 conducteurs (in dienst bij London United, Metroline en Go-Ahead London General) hierdoor hun baan verloren, kon TfL op jaarbasis 10 miljoen pond besparen.
De New Routemaster heeft niet de alomtegenwoordige standaardstatus bereikt van de voorgangers RT (bijna 7000 exemplaren) en RM Routemaster (bijna 3000). Het is lang niet de enige moderne dubbeldekker in Londen; de 1000 bussen vertegenwoordigen 11% van het totale bussenpark van Transport for London. Ook van andere typen, zoals de ook door Wrightbus gebouwde Wright Eclipse Gemini 3 op Volvo-chassis en de hybride Alexander Dennis Enviro400H City, werden na 2013 grote series in dienst gesteld. Wel zijn de gelede bussen sinds 2011 uit de stad verdwenen.
Eind 2017 werd de productie van de New Routemaster gestaakt nadat de 1000 contractueel overeengekomen exemplaren waren afgeleverd. De producent Wrightbus ging in september 2019 failliet en maakte na twee maanden een doorstart onder een nieuwe eigenaar, maar produceert dit busmodel niet meer. Burgemeester Sadiq Khan verklaarde al in 2016 geen bussen van dit relatief dure bustype meer te willen aanschaffen, omdat de extra kosten beter besteed zouden kunnen worden aan verbetering van het Londense openbaar vervoer in het algemeen. De ontwikkeling van stadsbussen richt zich sinds 2020 vooral op de 100% elektrische bus. Hierbij wordt ook onderzocht of New Routemasters mogelijk volledig elektrisch kunnen worden gemaakt.

## Buiten Londen
In de hoop op internationale orders zijn exemplaren van de New Routemaster, die hiertoe waren overgedragen aan de Britse overheid, in 2014 uitgeprobeerd in onder meer Hongkong, Singapore en Abu Dhabi. Ook in West Yorkshire en in Dundee hebben enkele demonstratiebussen dienstgedaan. De proeven leidden nergens tot bestellingen.        